# Sultán

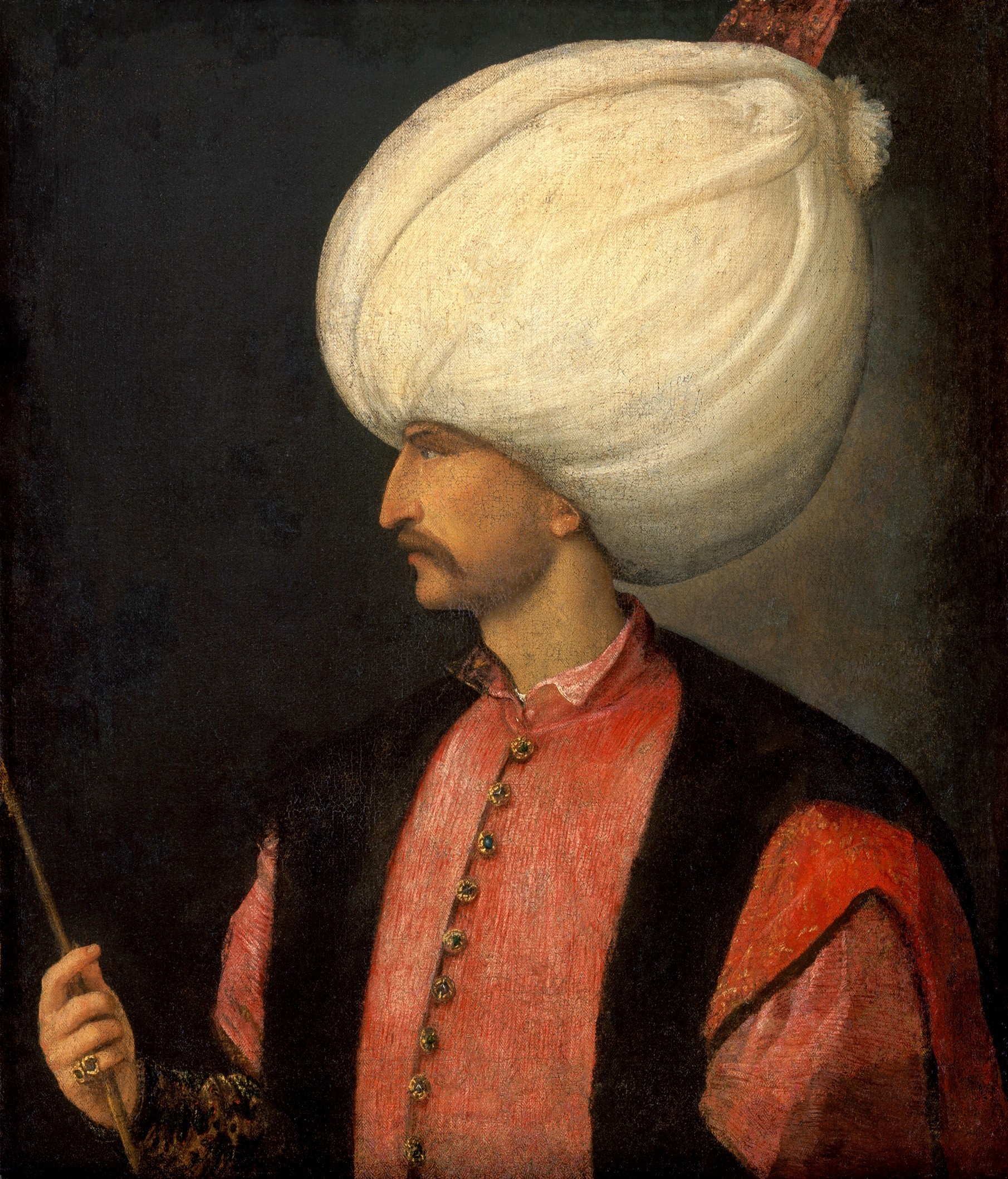
Sulejman I.

Sultán je panovnický titul používaný v muslimských zemích.
V arabštině to bylo původně abstraktní podstatné jméno s významem vládnutí, panovnická moc. Postupně se stalo obecným označením pro vládní hodnostáře, ministry či panovníky, až od 12. století se stalo panovnickým titulem, ekvivalentem evropského krále. Seldžukové v 11. století význam tohoto titulu opět posunuli. Nyní měl označovat svrchovaného panovníka celého islámského světa – tedy pozici, o kterou Seldžukové a později osmanští Turci trvale usilovali. Stalo se tak ekvivalentem perského titulu pádišáh (který osmanští sultání rovněž používali) a evropského císaře.
Sultán se někdy zaměňuje s titulem chalífa, což však není přesné. Chalífa byl později pouze titul nejvyšší náboženské autority v islámu, tedy ne světský panovník. (Po smrti proroka Muhammada se vládce všech věřících označoval chalífa, což znamená následovník, v tomto případě právě proroka Muhammada. Chalífa byl náboženský i politický hodnostář). 
Se zánikem chalífátu došlo k rozdělení funkcí. V Osmanské říši si však od 16. století sultán nárokoval i titul chalífa, čímž oba pojmy fakticky splynuly.
Během procesu jmenování nového sultána byl užívaný tradiční Osmanův meč (Osman'ın Kılıcı).

## Sultanát
Sultanát je státní útvar s monarchistickým zřízením, kterému vládne sultán. Sultanát je ekvivalentem evropského císařství. Sultanáty vznikaly od středověku, v současné době existují dva samostatné sultanáty – Brunej a Omán a další v rámci Malajské federace (Johor, Kelantan, Kedah, Pahang, Perak, Selangor a Terengganu).